# Rupert Schmid

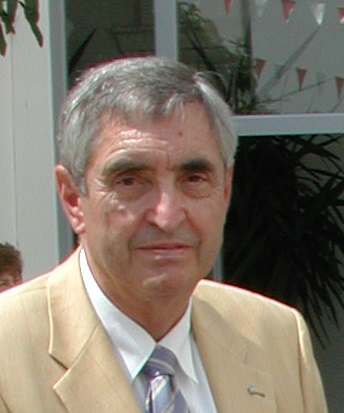
Rupert Schmid

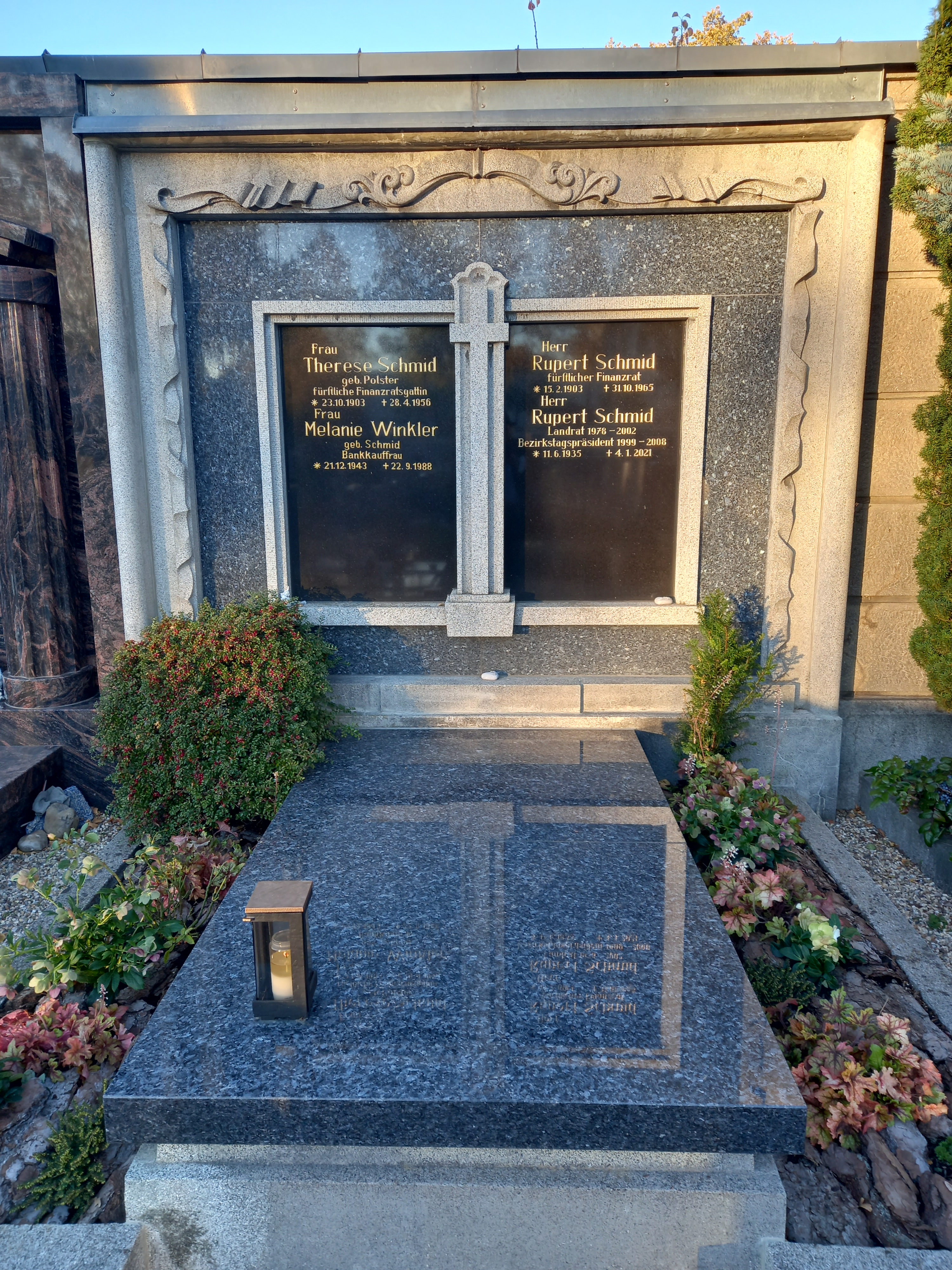
Das Grab von Rupert Schmid im Familiengrab auf dem Unteren Katholischen Friedhof Regensburg

Rupert Schmid (* 11. Juni 1935 in Regensburg; † 4. Januar 2021 in Nittendorf) war ein deutscher Politiker (CSU), von 1978 bis 2002 Landrat im Landkreis Regensburg in Bayern sowie von 1999 bis 2008 Bezirkstagspräsident der Oberpfalz. In den 24 Jahren seiner Amtszeit als Landrat hat er die Weichen für eine erfolgreiche Entwicklung des Landkreises gestellt. Als Präsident des Bezirkstags konzentrierte er sich auf die Kernaufgaben des Bezirks und sorgte für geordnete Finanzen.

## Leben

### Ausbildung und beruflicher Werdegang
Nach dem Gymnasium, Abitur und Jurastudium trat Schmid zunächst eine Referendarstelle in Berlin, Speyer und schließlich in Regensburg an, wo er später als Rechtsanwalt tätig war. Im Jahr 1963 wechselte er als juristischer Staatsbeamter in den Staatsdienst, zunächst eingesetzt im Landratsamt Riedenburg, anschließend im Landratsamt Regensburg. 1968 wurde ihm dort bereits die Aufgabe des Vertreters des damaligen Landrats Leonhard Deininger, dessen Nachfolger er später wurde, übertragen.

### Politische Karriere
Am 1. Mai 1978 wurde Schmid zum Landrat im Landkreis Regensburg gewählt und in den Jahren 1984, 1990 und 1996 im Amt bestätigt. Am 18. Februar 1999 wurde er zudem Nachfolger von Hans Bradl, bis dahin Bezirkstagspräsident der Oberpfalz. 2002 übergab Schmid das Amt des Landrats an seinen Nachfolger Herbert Mirbeth und blieb bis 2008 Präsident des Bezirks.

### Arbeitsschwerpunkte
Die Schwerpunkte seiner Arbeit als Landrat setzte er vor allem in die Steigerung des Arbeitsplatzangebotes, die Förderung einer gesunden Umwelt sowie auf solide Finanzen. Die Sparkassenfusion, die Ansiedlung von BMW und der Regensburger Verkehrsverbund sind Meilensteine seiner erfolgreichen Arbeit. Initiativen in vielen Bereichen des Umweltschutzes, insbesondere der Abfallbeseitigung, gelten als beispielgebend in ganz Bayern.
Als Bezirkstagspräsident schaffte er es den Finanzhaushalt wieder in Ordnung zu bringen. Dadurch konnte auch die Diskussion um die Abschaffung der bayerischen Bezirke als Regierungsebene beendet werden. Schmid konzentrierte sich auf die Stärkung der Kernaufgaben des Bezirks: die soziale Sicherung, das Gesundheitswesen im Bereich der Psychiatrie und Neurologie und die Kulturarbeit. In seine Amtszeit fielen zahlreiche wegweisende Entscheidungen, wie etwa die Privatisierung der Bezirkskrankenhäuser sowie der Neubau der Klinik für Forensik in Regensburg und Parsberg.

## Ehrenämter
Im Lauf seines politischen Lebens hat Schmid weit über 40 Ehrenämter und Verbandsvorsitze innegehabt.

## Ehrungen und Auszeichnungen
Rupert Schmid erhielt für sein kommunalpolitisches Engagement vielerlei Ehrungen.
- 1993, 11. Februar: Verdienstorden der Bundesrepublik Deutschland (Verdienstkreuz am Bande)
- 1994, 9. September: Kommunale Verdienstmedaille
- 1997, 13. Juni: Verdienstorden der Bundesrepublik Deutschland (Verdienstkreuz 1. Klasse)
- 2001, 20. Juni: Bayerischer Verdienstorden
- 2004, 1. August: Ehrenbürger der Stadt Wörth an der Donau
- 2009: Bezirksmedaille des Bezirks Oberpfalz
- 2010, 23. November: Ehrenring des Landkreises Regensburg